# دنیله پیتروپولی
دنیله پیتروپولی (ایتالیایی: Daniele Pietropolli؛ زادهٔ ۱۱ ژوئیهٔ ۱۹۸۰) دوچرخه‌سوار اهل ایتالیا است. وی در مسابقات جیرو دیتالیا شرکت کرده است.